# Bolandra californica
Bolandra californica är en stenbräckeväxtart som beskrevs av Asa Gray. Bolandra californica ingår i släktet Bolandra och familjen stenbräckeväxter. Inga underarter finns listade i Catalogue of Life.